# La Merced (Chanchamayo)
La Merced es una ciudad peruana, capital del distrito y de la provincia de Chanchamayo ubicada en el departamento de Junín. Según el censo de 2017 tenía 24 629 hab.
La ciudad en un importante centro comercial agrícola de la selva central. Está a una altitud de 750 m.s.n.m. sobre la orilla occidental del río Chanchamayo, que luego se convierte en el río Perené. Las áreas circundantes de la ciudad cuentan con cascadas, ríos y bosque de selva con abundante vida silvestre.
La zona fue poblada por los pueblos indígenas piros, amueshas y mayoritariamente ashánincas. En la colonia se inicia la ocupación misionera hacia la selva. Allí fue fundada durante la colonia con el nombre de San Buenaventura de Quimiri. A mitad del siglo XVII se inicia la rebelión indígena liderado por Juan Santos Atahualpa. La colonización se reinicia ya para la época  republicana. A mitad del siglo XIX se inicia la migración europea y asiática en la región. El 24 de septiembre de 1869 se funda La Merced por el coronel José Manuel Pereira.

## Historia
Los primeros pobladores de este valle fueron los amueshas y los ashánincas.  Los intentos de colonización empiezan el año 1 635, cuando el misionero franciscano, fray Juan Jerónimo Jiménez, ingresa a la zona desde el valle de Huancabamba y Puente Paucartambo, pasando por la célebre Mina de Sal, que se encuentra ubicado en la ruta a Villa Rica. Este misionero llegó al valle de Chanchamayo, a la confluencia de los ríos Chanchamayo y Paucartambo a 650 m s. n. m. donde comienza el río Perené fundando allí la primera población colonial, con el nombre de San Buenaventura de Quimiri, distante a 10 km de la actual ciudad de La Merced. 
Los intentos de colonización fueron complicados, debido a la hostilidad de los nativos, quienes asesinaron a varios misioneros y colonos, quienes respondieron con mayor violencia. Al tratarse de población sin ninguna protección por parte de la Corona, fueron utilizados en duros regímenes de servidumbre. Por ello, cuando en 1742 Juan Santos Atahualpa inicia su movimiento revolucionario, cuenta con el apoyo mayoritario de los pueblos de la selva central, quienes dejando de lado sus diferencias se unen para apoyarlo. Este hecho ocasiona que se abandone la colonización de la Selva Central por más de un siglo. 
Recién en el año 1847, estando de prefecto del departamento de Junín Mariano Eduardo de Rivera, se emprendió desde la ciudad de Tarma la apertura de un camino entre Palca y Chanchamayo. Se mandó construir, en la zona formada por la unión de los ríos Chanchamayo y Tulumayo, un fuerte militar al que se le dio el nombre de San Ramón. Posteriormente por orden suprema del gobierno de turno se continuó abriendo trochas al valle de Chanchamayo para tener comunicación con tribus yaneshas y asháninkas para poder colonizar el valle. 
La colonización tuvo como protagonista a los sacerdotes franciscanos del convento de Santa Rosa de Ocopa a 25 km de Huancayo. Existiendo personas de distintas nacionalidades con el deseo de establecerse en este fértil valle para dedicarse a la agricultura, el jefe de la expedición fue el coronel José Manuel Pereira Palomino, quién creyó por conveniente fundar un pueblo al que dio el nombre de La Merced, el 24 de setiembre de 1869. La fecha de la fundación coincidió con el día de la Virgen de las Mercedes, patrona de las Armas del Perú y América.

## Geografía

### Ubicación
Se encuentra a unos 751 m s. n. m., a 75 km al este de Tarma. Existe una carretera asfaltada de 305 km que une a Lima con La Merced. La ciudad está en la orilla occidental del río Chanchamayo que, luego, se convierte en el río Perené, un afluente del río Amazonas.

### Clima
| Parámetros climáticos promedio de La Merced | Parámetros climáticos promedio de La Merced | Parámetros climáticos promedio de La Merced | Parámetros climáticos promedio de La Merced | Parámetros climáticos promedio de La Merced | Parámetros climáticos promedio de La Merced | Parámetros climáticos promedio de La Merced | Parámetros climáticos promedio de La Merced | Parámetros climáticos promedio de La Merced | Parámetros climáticos promedio de La Merced | Parámetros climáticos promedio de La Merced | Parámetros climáticos promedio de La Merced | Parámetros climáticos promedio de La Merced | Parámetros climáticos promedio de La Merced |
| Mes                                         | Ene.                                        | Feb.                                        | Mar.                                        | Abr.                                        | May.                                        | Jun.                                        | Jul.                                        | Ago.                                        | Sep.                                        | Oct.                                        | Nov.                                        | Dic.                                        | Anual                                       |
| ------------------------------------------- | ------------------------------------------- | ------------------------------------------- | ------------------------------------------- | ------------------------------------------- | ------------------------------------------- | ------------------------------------------- | ------------------------------------------- | ------------------------------------------- | ------------------------------------------- | ------------------------------------------- | ------------------------------------------- | ------------------------------------------- | ------------------------------------------- |
| Temp. máx. media (°C)                       | 29                                          | 28.1                                        | 28.7                                        | 29.3                                        | 29.1                                        | 28.6                                        | 28.2                                        | 29.4                                        | 30                                          | 29.7                                        | 29.9                                        | 29.3                                        | 29.1                                        |
| Temp. media (°C)                            | 23.9                                        | 23.4                                        | 23.4                                        | 23.5                                        | 23                                          | 22.1                                        | 21.8                                        | 22.7                                        | 23.4                                        | 23.8                                        | 24                                          | 23.7                                        | 23.2                                        |
| Temp. mín. media (°C)                       | 18.8                                        | 18.7                                        | 18.2                                        | 17.7                                        | 16.9                                        | 15.7                                        | 15.5                                        | 16                                          | 16.9                                        | 17.9                                        | 18.2                                        | 18.2                                        | 17.4                                        |
| Fuente: climate-data.org                    |                                             |                                             |                                             |                                             |                                             |                                             |                                             |                                             |                                             |                                             |                                             |                                             |                                             |

## Lugares de interés

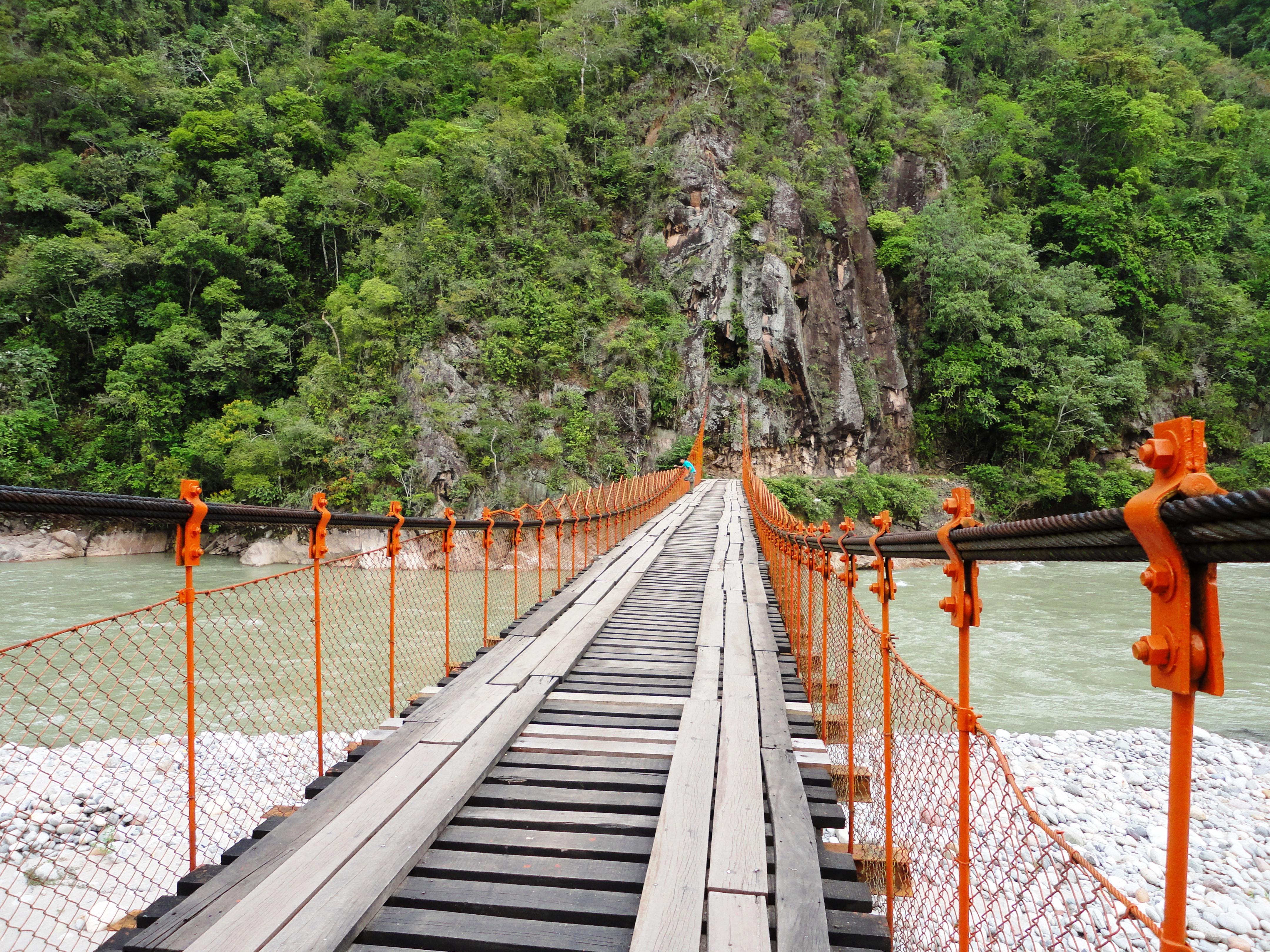
Puente Kimiri

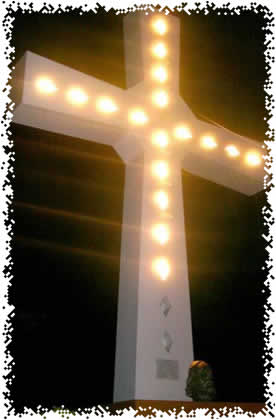

- Comunidad Nativa de Pampa Michi
- Mirador del Cerro de la Cruz
- Plaza Mayor
- Parque de la Integración
- Perfil del Indio Dormido
- Puente colgante de Quimiri
- Puente Reither
- Catarata Bayoz
- Catarata Velo de la Novia
- Catarata El Tirol
- Catarata Borgoña
- El Mariposario
- Zoológico Gallito de las Rocas